# Seznam dílů amerického seriálu Zločin
Toto je seznam dílů amerického seriálu Zločin.

## Přehled řad
| Řada | Díly | Premiéra v USA | Premiéra v USA  | Premiéra v ČR      | Premiéra v ČR      |
| Řada | Díly | První díl      | Poslední díl    | První díl          | Poslední díl       |
| ---- | ---- | -------------- | --------------- | ------------------ | ------------------ |
| 1    | 13   | 3. dubna 2011  | 19. června 2011 | 12. ledna 2019     | 23. února 2019     |
| 2    | 13   | 1. dubna 2012  | 17. června 2012 | 24. února 2019     | 7. dubna 2019      |
| 3    | 12   | 2. června 2013 | 4. srpna 2013   | 4. října 2020      | 14. listopadu 2020 |
| 4    | 6    | 1. srpna 2014  | 1. srpna 2014   | 15. listopadu 2020 | 5. prosince 2020   |

## Seznam dílů

### První řada (2011)
| Č. v seriálu | Č. v řadě | Původní název                      | Český název                  | Režie                 | Scénář                         | Premiéra v USA  | Premiéra v ČR  |
| ------------ | --------- | ---------------------------------- | ---------------------------- | --------------------- | ------------------------------ | --------------- | -------------- |
| 1            | 1         | Pilot                              | Pohřešovaná                  | Patty Jenkins         | Veena Sud                      | 3. dubna 2011   | 12. ledna 2019 |
| 2            | 2         | The Cage                           | Klec                         | Ed Bianchi            | Veena Sud                      | 3. dubna 2011   | 13. ledna 2019 |
| 3            | 3         | El Diablo                          | El Diablo                    | Gwyneth Horder-Payton | Dawn Prestwich a Nicole Yorkin | 10. dubna 2011  | 19. ledna 2019 |
| 4            | 4         | A Soundless Echo                   | Tichá ozvěna                 | Jennifer Getzinger    | Soo Hugh                       | 17. dubna 2011  | 20. ledna 2019 |
| 5            | 5         | Super 8                            | Učitel                       | Phil Abraham          | Jeremy Doner                   | 24. dubna 2011  | 26. ledna 2019 |
| 6            | 6         | What You Have Left                 | Co po tobě zbylo             | Agnieszka Holland     | Nic Pizzolatto                 | 1. května 2011  | 27. ledna 2019 |
| 7            | 7         | Vengeance                          | Pomsta                       | Ed Bianchi            | Linda Burstyn                  | 8. května 2011  | 2. února 2019  |
| 8            | 8         | Stonewalled                        | Obstrukce                    | Dan Attias            | Aaron Zelman                   | 15. května 2011 | 3. února 2019  |
| 9            | 9         | Undertow                           | Spodní proud                 | Agnieszka Holland     | Dan Nowak                      | 22. května 2011 | 9. února 2019  |
| 10           | 10        | I'll Let You Know When I Get There | Dám ti vědět, až tam dorazím | Ed Bianchi            | Nicole Yorkin a Dawn Prestwich | 29. května 2011 | 10. února 2019 |
| 11           | 11        | Missing                            | Pohřešovaný                  | Nicole Kassell        | Veena Sud                      | 5. června 2011  | 16. února 2019 |
| 12           | 12        | Beau Soleil                        | Orfeus                       | Keith Gordon          | Jeremy Doner a Soo Hugh        | 12. června 2011 | 17. února 2019 |
| 13           | 13        | Orpheus Descending                 | Sestup Orfeův                | Brad Anderson         | Veena Sud a Nic Pizzolatto     | 19. června 2011 | 23. února 2019 |

### Druhá řada (2012)
| Č. v seriálu | Č. v řadě | Původní název       | Český název         | Režie             | Scénář                         | Premiéra v USA  | Premiéra v ČR   |
| ------------ | --------- | ------------------- | ------------------- | ----------------- | ------------------------------ | --------------- | --------------- |
| 14           | 1         | Reflections         | Reflexe             | Agnieszka Holland | Veena Sud                      | 1. dubna 2012   | 24. února 2019  |
| 15           | 2         | My Lucky Day        | Můj šťastný den     | Dan Attias        | Dawn Prestwich a Nicole Yorkin | 1. dubna 2012   | 2. března 2019  |
| 16           | 3         | Numb                | Paralyzovaný        | Brad Anderson     | Eliza Clark                    | 8. dubna 2012   | 3. března 2019  |
| 17           | 4         | Ogi Jun             | Ogi Jun             | Phil Abraham      | Jeremy Doner                   | 15. dubna 2012  | 9. března 2019  |
| 18           | 5         | Ghosts of the Past  | Duchové minulosti   | Ed Bianchi        | Wendy Riss                     | 22. dubna 2012  | 10. března 2019 |
| 19           | 6         | Openings            | Začátky             | Kevin Bray        | Aaron Zelman                   | 29. dubna 2012  | 16. března 2019 |
| 20           | 7         | Keylela             | Keylela             | Nicole Kassell    | Dan Nowak                      | 6. května 2012  | 17. března 2019 |
| 21           | 8         | Off the Reservation | Ven z rezervace     | Veena Sud         | Nathaniel Halpern              | 13. května 2012 | 23. března 2019 |
| 22           | 9         | Sayonara, Hiawatha  | Sayornara, Hiawatha | Phil Abraham      | Nicole Yorkin a Dawn Prestwich | 20. května 2012 | 24. března 2019 |
| 23           | 10        | 72 Hours            | 72 hodin            | Nicole Kassell    | Eliza Clark                    | 27. května 2012 | 30. března 2019 |
| 24           | 11        | Bulldog             | Buldok              | Ed Bianchi        | Jeremy Doner                   | 3. června 2012  | 31. března 2019 |
| 25           | 12        | Donnie or Marie     | Kluk, nebo holka    | Keith Gordon      | Aaron Zelman a Wendy Riss      | 10. června 2012 | 6. dubna 2019   |
| 26           | 13        | What I Know         | Co vím              | Patty Jenkins     | Veena Sud a Dan Nowak          | 17. června 2012 | 7. dubna 2019   |

### Třetí řada (2013)
| Č. v seriálu | Č. v řadě | Původní název          | Český název              | Režie          | Scénář                         | Premiéra v USA    | Premiéra v ČR      |
| ------------ | --------- | ---------------------- | ------------------------ | -------------- | ------------------------------ | ----------------- | ------------------ |
| 27           | 1         | The Jungle             | Džungle                  | Ed Bianchi     | Veena Sud                      | 2. června 2013    | 4. října 2020      |
| 28           | 2         | That You Fear the Most | To, čeho se nejvíc bojíš | Lodge Kerrigan | Dan Nowak                      | 2. června 2013    | 10. října 2020     |
| 29           | 3         | Seventeen              | Sedmnáct                 | Kari Skogland  | Eliza Clark                    | 9. června 2013    | 11. října 2020     |
| 30           | 4         | Head Shots             | Motel                    | Michael Rymer  | Dawn Prestwich a Nicole Yorkin | 16. června 2013   | 17. října 2020     |
| 31           | 5         | Scared and Running     | Na útěku                 | Dan Attias     | Coleman Herbert                | 23. června 2013   | 18. října 2020     |
| 32           | 6         | Eminent Domain         | Výborná adresa           | Keith Gordon   | David Wiener                   | 30. června 2013   | 24. října 2020     |
| 33           | 7         | Hope Kills             | Naděje zabíjí            | Tricia Brock   | Brett Conrad                   | 7. července 2013  | 25. října 2020     |
| 34           | 8         | Try                    | Zkouška                  | Lodge Kerrigan | Nic Sheff a Aaron Slavik       | 14. července 2013 | 31. října 2020     |
| 35           | 9         | Reckoning              | Zúčtování                | Jonathan Demme | Dan Nowak                      | 21. července 2013 | 1. listopadu 2020  |
| 36           | 10        | Six Minutes            | Šest minut               | Nicole Kassell | Veena Sud                      | 28. července 2013 | 7. listopadu 2020  |
| 37           | 11        | From Up Here           | Odteď dál                | Phil Abraham   | Eliza Clark                    | 4. srpna 2013     | 8. listopadu 2020  |
| 38           | 12        | The Road to Hamelin    | Krysař                   | Dan Attias     | Dawn Prestwich a Nicole Yorkin | 4. srpna 2013     | 14. listopadu 2020 |

### Čtvrtá řada (2014)
| Č. v seriálu | Č. v řadě | Původní název      | Český název     | Režie             | Scénář                         | Premiéra na Netflixu | Premiéra v ČR      |
| ------------ | --------- | ------------------ | --------------- | ----------------- | ------------------------------ | -------------------- | ------------------ |
| 39           | 1         | Blood in the Water | Krev ve vodě    | Nicole Kassell    | Veena Sud                      | 1. srpna 2014        | 15. listopadu 2020 |
| 40           | 2         | Unraveling         | Rozmotávání     | Lodge Kerrigan    | Dan Nowak                      | 1. srpna 2014        | 21. listopadu 2020 |
| 41           | 3         | The Good Soldier   | Dobrý voják     | Ed Bianchi        | Nicole Yorkin a Dawn Prestwich | 1. srpna 2014        | 22. listopadu 2020 |
| 42           | 4         | Dream Baby Dream   | Sni, zlato, sni | Gregory Middleton | Sean Whitesell                 | 1. srpna 2014        | 28. listopadu 2020 |
| 43           | 5         | Truth Asunder      | Pravda na kusy  | Coky Giedroyc     | Dan Nowak                      | 1. srpna 2014        | 29. listopadu 2020 |
| 44           | 6         | Eden               | Ráj             | Jonathan Demme    | Veena Sud                      | 1. srpna 2014        | 5. prosince 2020   |